# Канчеровський Кар'єр
Канче́ровський Кар'є́р (рос. Канчеровский Карьер) — селище у складі Кувандицького міського округу Оренбурзької області, Росія.

## Населення
Населення — 34 особи (2010; 38 у 2002).
Національний склад (станом на 2002 рік):
- росіяни — 87 %